# 11782 Nikolajivanov
11782 Nikolajivanov eller 1969 TT1 är en asteroid i huvudbältet som upptäcktes den 8 oktober 1969 av den ryska astronomen Ljudmila Tjernych vid Krims astrofysiska observatorium på Krim. Den är uppkallad efter Nikolaj Mikhajlovich Ivanov.
Asteroiden har en diameter på ungefär 3 kilometer.